# Cementerio Municipal de Santa Fe
El Cementerio Municipal de Santa Fe de la Vera Cruz es la principal necrópolis de la ciudad argentina de Santa Fe, provincia de Santa Fe, inaugurado en 1892, ubicado 3 km al norte del casco céntrico, con su ingreso principal en la Avenida Blas Parera al 5200, aledaño al río Salado.
La necrópolis santafesina mantiene una cantidad de panteones y mausoleos de importante construcción y composición arquitectónica para ser el reposo final de familias de raigambre en la sociedad santafesina como Iriondo, Iturraspe, Freyre, Aldao, Candioti, Sañudo, Pinasco y otras. El cementerio cuenta con un reservorio artístico funerario de alto valor, dado que aquí se encuentran trabajos de escultores como Lucio Fontana, Alfredo Bigatti, José Planas Casas, Serafín Marsal, Baldomero Banús, los hermanos José y Wesceslao Sedlacek y Miroslav Bardonek, entre los más destacados.

## Personalidades sepultadas
- Pedro Bustamante (1793-1883) Tambor en la batalla de Tucumán.
- Nicasio Oroño (1825-1904) jurista y político argentino, gobernador de la provincia de Santa Fe entre 1864 y 1868.[6]
- Pedro Gómez Cello (1887-1947) médico y gobernador de la provincia de Santa Fe entre 1928-1930.
- Aldo Tessio (1909-2000) político, gobernador de la provincia de Santa Fe entre 1963-1966.
- Rafael Mansilla, figura religiosa popular[7]
- Eugenio Puccio (1861-1931) político argentino
- Juan Cingolani (1859-1932) pintor y restaurador de arte italiano.[8]
- Amílcar Brussa (1922-2011) entrenador de boxeo.
- Carlos Galán (1951-2010) empresario
- Adriana Camelli (1928-1997) nadadora y docente argentina.
- Carlos Monzón (1942-1995) boxeador argentino.[9]
- Pedro Candiotti (1893-1967) nadador.
- Dra Sara Faisal (1917-1980) abogada, socióloga, docente y fundadora de Asociación Femenina de Profesionales